# خورخي بلاسيدو
خورخي بلاسيدو هو مدرب كرة قدم ولاعب كرة قدم برتغالي في مركز الهجوم، ولد في 19 يونيو 1964 في لواندا في أنغولا. شارك مع منتخب البرتغال لكرة القدم. أما مع النوادي، فقد لعب مع راسينغ كولومب وسبورتينغ لشبونة وفيتوريا سيتوبال ونادي بورتو ونادي تشافيس ونادي كريتيل.

## وصلات خارجية
- خورخي بلاسيدو على موقع الاتحاد الأوربي (الإنجليزية)
- خورخي بلاسيدو على موقع قاعدة بيانات كرة القدم.إي يو (الإنجليزية)
- خورخي بلاسيدو على موقع ليكيب (الفرنسية)
- خورخي بلاسيدو على موقع ناشيونال فوتبول تيمز (الإنجليزية)